# 蒙古格格
蒙古格格，或稱儲秀宮格格，姓扎魯特博爾濟吉特氏，四等台吉多爾濟之侄女，清朝康熙帝的嬪御（福晉級格格:254）。

## 生平
康熙八年（1669年），科爾沁博爾濟吉特氏 （即日後的慧妃）與扎魯特博爾濟吉特氏同時被娶入宮中。九月，宮中根據康熙帝祖母太皇太后布木布泰的旨意，將暫無所屬的內管領「分派與由蒙古娶來之二格格」，可見她們的位分等級屬福晉級，因為按照順治朝及康熙朝初期的慣例，福晉級庶妃領有一個或兩個內管領，而小福晉級及以下級別的庶妃則不領有內管領:254。同年十一月二十三日，內務府奏報為「本日入宮之二格格」增加口分，可知兩位格格於此日入宮。翌日，康熙帝便由清寧宮（即保和殿）移居至剛修理完成的乾清宮。
康熙九年，慧妃逝世後，扎魯特博爾濟吉特氏被單獨稱為蒙古格格，亦作儲秀宮格格，可知她居住在西六宮之儲秀宮。同年十二月，儲秀宮格格因出疹子（滿文檔案中寫作「eršehe」，並不專指天花）而出宮養病，直至康熙十年正月十二日，才返回宫中居住。
康熙十年（1671年）八月，蒙古各部向本部出身的後宮主位進獻禮物，儲秀宮格格的伯父「扎魯特扎木貝勒（旗）之四等台吉多爾濟」送給她貂皮十張。
康熙十六年（1677年）五月二十四日，康熙帝決定對其後宮主位進行第一批的正式冊封。翌日，即五月二十五日，康熙帝命令理藩院把格格的親族帶來，將格格交予他們送還本家，並且表示她回娘家前的口分等物仍然可以按照原先之例配給。六月初，後宮中除皇后鈕祜祿氏、貴妃佟氏、李氏等七位嬪之外，還有四位貴格格（貴人），其中一位貴格格享嬪級待遇，而此嬪級貴格格即為日後的宣妃博爾濟吉特氏，如扎魯特博爾濟吉特氏仍在這份後宮名單當中，其位份等級及所享待遇必定低於福晉級（妃級），最高僅為貴格格級。同年七月初七日，內務府檔案記載道：「由理藩院來告：現在兆祥所之出宮格格，其娘家眾人本日到達。可否將格格送至客人下榻之所後，交予其娘家」。總管內務府大臣噶魯將此事上奏後，得旨：「依議」。由此可知，格格在康熙十六年七月出宮之後，被娘家眾人帶回蒙古:255。

## 出身
目前僅知儲秀宮格格的伯父為「扎魯特扎木貝勒（旗）之四等台吉多爾濟」。當代研究者王冕森查閱已知的譜牒後，推測這位多爾濟可能是扎魯特部始祖偉徵諾顏烏巴什的曾孫，有兄弟三人（滿珠習禮、朝察、多達哈）。如果此推測正確的話，儲秀宮格格即是烏巴什的玄孫女，巴顏達爾伊勒登之曾孫女，果弼爾圖之孫女，同時亦是清太宗皇太極東宮福晉扎魯特博爾濟吉特氏的從堂侄女:254—255。
當代研究者認為皇太極希望以扎魯特部為首的內喀爾喀可以援助後金征討察哈爾部，於是迎娶戴青貝勒之女扎魯特博爾濟吉特氏為東宮福晉。當漠南蒙古統一之後，內喀爾喀五部已分裂，先後降服後金，如扎魯特部就成為理藩院轄屬的扎薩克。然而，皇太極需要獲得強而有力的蒙古軍事力量，以進攻中原和遠征朝鮮，便安排出身扎魯特部的東宮福晉改嫁他人。康熙年間儲秀宮格格入宮時，其家族實際的政治地位可見一斑。